# NISSAN MURANO CROSSOVER STYLE
NISSAN MURANO CROSSOVER STYLEは、東京のInter FMで毎週日曜日の13:00に放送されているラジオ番組である。米国の各都市を日産・ムラーノでドライブしているという設定で、現地のFMステーション5局とタイアップして放送される。

## 舞台になる都市
- サンフランシスコ - en:KKSF
- ロサンゼルス - HOT 92 JAMZ
- シカゴ - en:WLIT
- ニューヨーク - en:WBGO
- マイアミ - WHYI (Y100.7)

## ナビゲートDJ
- 2005年4月 - 2008年9月：亀井佐代子

同局のDJ、担当終了後もInterFM HEADLINE NEWS（2007年1月 - ）などを担当している。
- 2008年10月 - 現在：白石りさ